# Mudaison
Mudaison (okzitanisch: Mudason) ist eine französische Gemeinde im Département Hérault in der Region Okzitanien in Südfrankreich. Sie hat 2.954 Einwohner (Stand: 1. Januar 2022). Die Gemeinde gehört zum Arrondissement Montpellier und zum Kanton Mauguio.

## Geografie

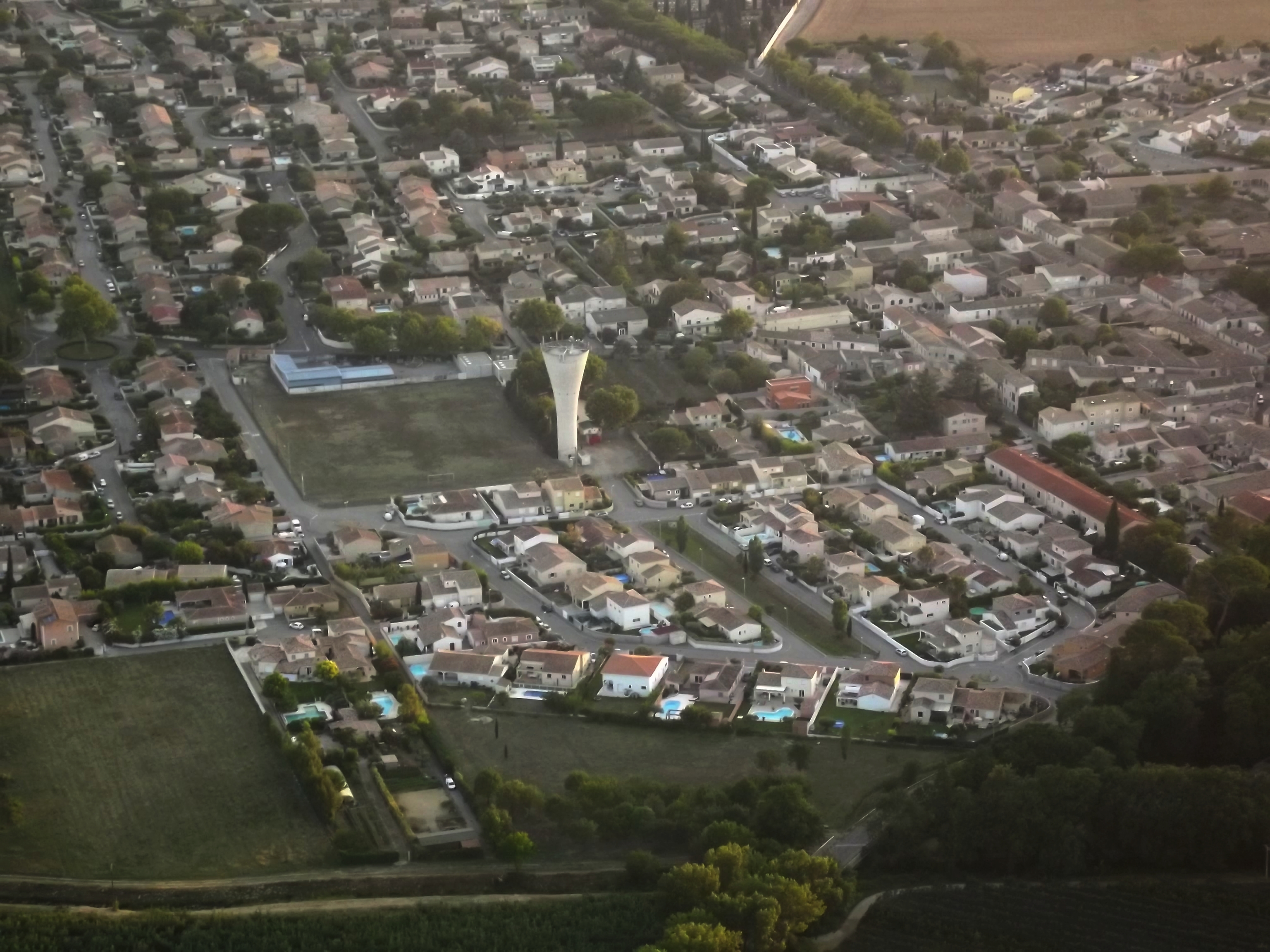
Mudaison aus der Luft

Mudaison liegt etwa 13 Kilometer ostnordöstlich von Montpellier in der Petite Camargue mit den Cevennen im Norden. Umgeben wird Mudaison von den Nachbargemeinden Saint-Brès im Norden, Lansargues im Osten, Candillargues im Süden und Südosten, Mauguio im Süden und Südwesten, Saint-Aunès im Westen sowie Baillargues im Nordwesten.
Der Bahnhof liegt an der Bahnstrecke Tarascon–Sète-Ville.

## Bevölkerungsentwicklung
| Jahr      | 1962 | 1968 | 1975 | 1982 | 1990 | 1999 | 2006 | 2017 |
| --------- | ---- | ---- | ---- | ---- | ---- | ---- | ---- | ---- |
| Einwohner | 635  | 701  | 741  | 1268 | 1845 | 2262 | 2452 | 2593 |

## Sehenswürdigkeiten

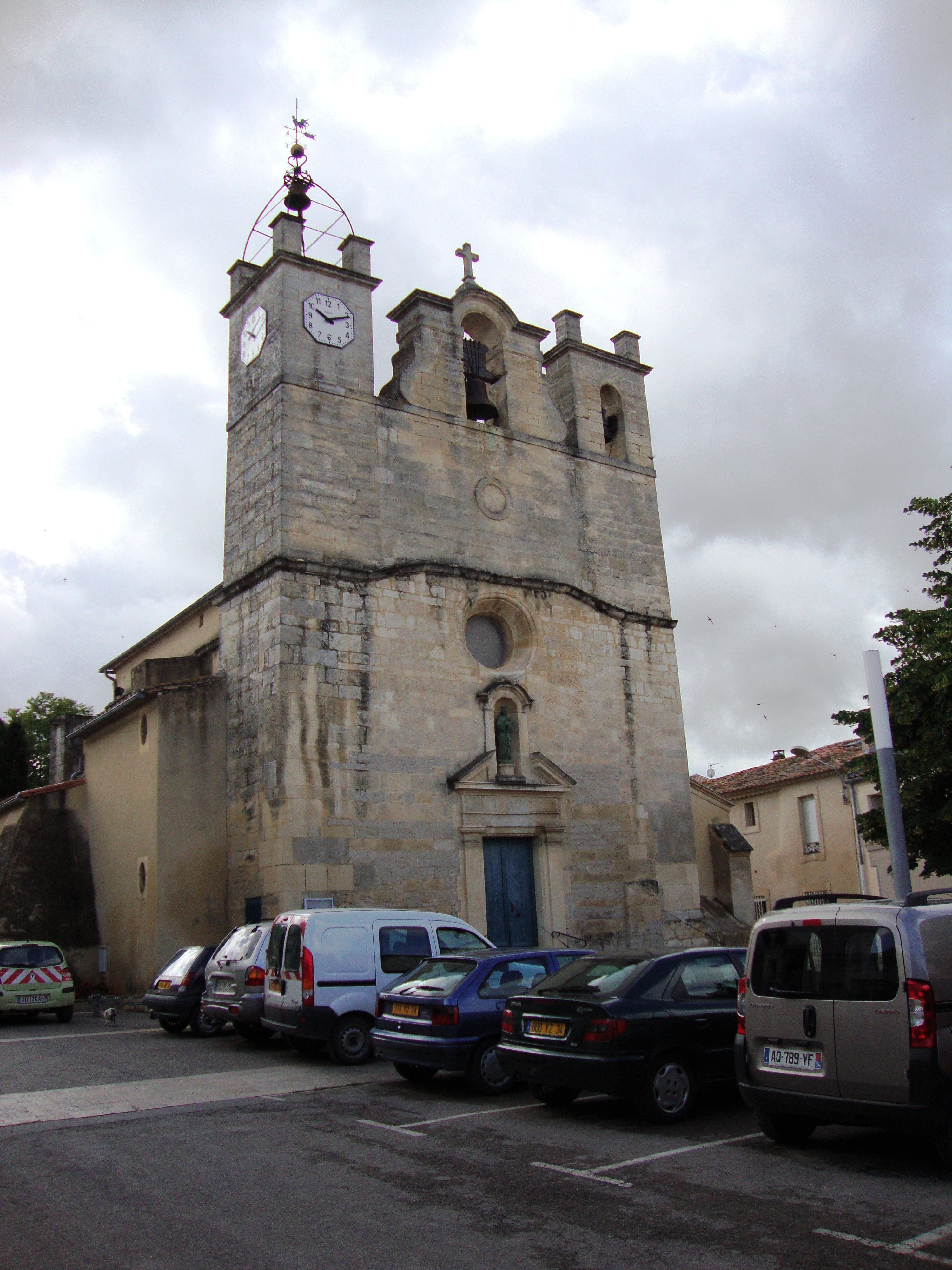
Kirche Sainte-Ascicle-et-Sainte-Victoire

- Kirche Sainte-Ascicle-et-Sainte-Victoire, aus dem 12. Jahrhundert, Umbauten aus dem 17. Jahrhundert
- Schloss Le Bosc, Gebäude der Neorenaissance aus dem 19. Jahrhundert

## Persönlichkeiten
- Germaine Richier (1902–1959), Bildhauerin, hier bestattet